# 北勝輝勇気
北勝輝 勇気（ほくとうき ゆうき、1993年6月2日 - ）は、大阪府松原市出身で八角部屋に所属した元大相撲力士。本名は池川 勇気（いけがわ ゆうき）。身長192cm、体重159kg。得意技は寄り。最高位は西幕下14枚目（2019年3月場所）。

## 来歴

### 入門前
幼少期は水泳を習っていたが、両親の勧めで松原市立松原東小学校3年次から地元の大阪一心相撲道場で相撲を習うことになった。暫くは水泳と相撲を並行して続けていたが、松原市立松原第六中学校2年次に水泳を辞めて相撲に専念するようになり、3年次には全国都道府県中学生相撲選手権大会に出場した。近畿大学付属高校では3年次に選抜高校相撲十和田大会個人ベスト8、高校総体団体ベスト8などの実績を残した。高校卒業後は近畿大学経済学部経営学科に進学。大学の同期には石橋広暉（朝乃山）、玉木一嗣磨（朝玉勢）らがいる。西日本体重別相撲選手権大会135kg以上級を1年次と2年次で2連覇、全日本選手権では3年次と4年次にベスト16、学生選手権で4年次に個人・団体共準優勝の実績を残している。準優勝した4年次の学生選手権団体戦決勝では、チームが2連敗した後の中堅戦に出場して日本大学相撲部主将の木﨑信志（美ノ海）に勝利し、チームのストレート負けを阻止している。大学卒業後は、学生選手権準優勝の実績により自信を深めたことや、両親の後押しもあって大相撲入りの道に進むことを決め、2015年12月24日に八角部屋入門を発表した。幕下および三段目付出の資格は取れなかったものの、高校時代から八角部屋入りを検討していたことに加えて、親交のあった北勝富士（当時の四股名は大輝）から師匠の8代八角（第61代横綱・北勝海）や部屋のマネジャーらを紹介してもらったことで、その気持ちが強くなったという。

### 大相撲入門後
2016年3月場所で、本名の「池川」を四股名として初土俵を踏み、前相撲は一番出世。翌5月場所は序ノ口で優勝した。続く7月場所は序二段の地位で7戦全勝としたものの、木﨑に優勝決定戦で敗れ序二段優勝を逃した。三段目に昇進した9月場所では、3番目の相撲で大神風に敗れて初土俵からの連勝が16でストップしたものの、その後は立て直して6勝1敗とした。場所後には部屋の関取の付け人として秋巡業にも帯同し、幕下力士らと稽古を重ねて新幕下で迎える11月場所に備えていたが、場所直前に稽古で左足の踝付近を骨折し、アキレス腱も痛めたため自身初の休場（全休）となった。休場明けの2017年1月場所は三段目で6勝1敗の好成績を挙げて翌3月場所で幕下に復帰し、これ以降は幕下の地位に定着した。初めて幕下15枚目以内の番付に入った2019年3月場所から「北勝陽」に改名したが、この場所は初日から4連敗で負け越した。2020年9月場所から「北勝輝」に改名。2021年11月場所で28場所ぶりに三段目に陥落。2022年1月場所限りで現役を引退した。

## 場所別成績
- 通算成績：122勝101敗15休（35場所）
- 各段優勝
  - 序ノ口優勝：1回（2016年5月場所）

| | 一月場所 初場所（東京）   | 三月場所 春場所（大阪） | 五月場所 夏場所（東京） | 七月場所 名古屋場所（愛知） | 九月場所 秋場所（東京） | 十一月場所 九州場所（福岡） |
| --- | ------------------------- | ----------------------- | ----------------------- | --------------------------- | ----------------------- | --------------------------- |
| 2016年 （平成28年） | x                         | （前相撲）              | 西序ノ口10枚目 優勝 7–0 | 東序二段10枚目 7–0          | 西三段目19枚目 6–1      | 西幕下41枚目 休場 0–0–7     |
| 2017年 （平成29年） | 東三段目21枚目 6–1        | 東幕下42枚目 3–4        | 西幕下53枚目 5–2        | 東幕下37枚目 4–3            | 西幕下30枚目 3–4        | 東幕下37枚目 4–3            |
| 2018年 （平成30年） | 西幕下29枚目 4–3          | 東幕下24枚目 4–3        | 西幕下16枚目 2–5        | 東幕下32枚目 4–3            | 西幕下24枚目 4–3        | 西幕下20枚目 3–4            |
| 2019年 （平成31年 /令和元年） | 西幕下29枚目 5–2          | 西幕下14枚目 2–5        | 西幕下28枚目 3–4        | 東幕下35枚目 4–3            | 西幕下30枚目 5–2        | 東幕下18枚目 2–4–1          |
| 2020年 （令和2年） | 西幕下32枚目 4–3          | 西幕下25枚目 3–4        | 感染症拡大 により中止   | 西幕下32枚目 4–3            | 東幕下23枚目 4–3        | 東幕下18枚目 3–4            |
| 2021年 （令和3年） | 東幕下25枚目 4–3          | 東幕下19枚目 休場 0–0–7 | 西幕下59枚目 4–3        | 東幕下49枚目 4–3            | 西幕下39枚目 1–6        | 東三段目12枚目 1–6          |
| 2022年 （令和4年） | 西三段目43枚目 引退 3–4–0 | x                       | x                       | x                           | x                       | x                           |
| 各欄の数字は、「勝ち-負け-休場」を示す。 優勝 引退 休場 十両 幕下 三賞：敢=敢闘賞、殊=殊勲賞、技=技能賞 その他：★=金星 番付階級：幕内 - 十両 - 幕下 - 三段目 - 序二段 - 序ノ口 幕内序列：横綱 - 大関 - 関脇 - 小結 - 前頭（「#数字」は各位内の序列） |                           |                         |                         |                             |                         |                             |

## 改名歴
- 池川 勇気（いけがわ ゆうき）2016年3月場所 - 2019年1月場所
- 北勝陽 勇気（ほくとよう -）2019年3月場所 - 2020年7月場所
- 北勝輝 勇気（ほくとうき -）2020年9月場所 - 2022年1月場所